# Steve Rude
Pour les articles homonymes, voir Rude.
Compléments
créateur de Nexus
Steve Rude, né le 31 décembre 1956 à Madison dans l'État du Wisconsin est un auteur américain de bande dessinée.

## Biographie
Steve Rude, naît le 31 décembre 1956 à Madison dans l'État du Wisconsin. Il étudie le dessin à l'école d'art de  Milwaukee puis à l'université du Wisconsin. En 1981, avec le scénariste Mike Baron, il crée le personnage de Nexus. Les aventures de celui-ci sont publiées successivement par Capital Comics, First Comics et Dark Horse Comics. Parallèlement, Steve Rude travaille aussi pour des éditeurs plus importants comme Marvel Comics ou DC Comics.

## Récompenses
- 1984 : Prix Russ Manning[1]
- 1986 : Prix Kirby du meilleur dessinateur[2] pour Nexus
- 1988 : Prix Eisner de la meilleure équipe artistique pour Space Ghost Special (avec Will Blyberg et Ken Steacy) et du meilleur dessinateur complet (artist) pour Nexus[2]
- 1991 : Prix Eisner du meilleur dessinateur complet (artist) pour Nexus[3]
- 1992 : Prix Harvey du meilleur dessinateur pour World's Finest Comics
- 1993 : Prix Eisner du meilleur numéro (avec Mike Baron), des meilleurs auteurs (avec Mike Baron) et du meilleur dessinateur (penciller)  pour Nexus: The Origin
- 1997 : Prix Eisner du meilleur dessinateur (penciller) pour Nexus: Executioner's Song[3]